# Mustafa Güngör (Politiker)

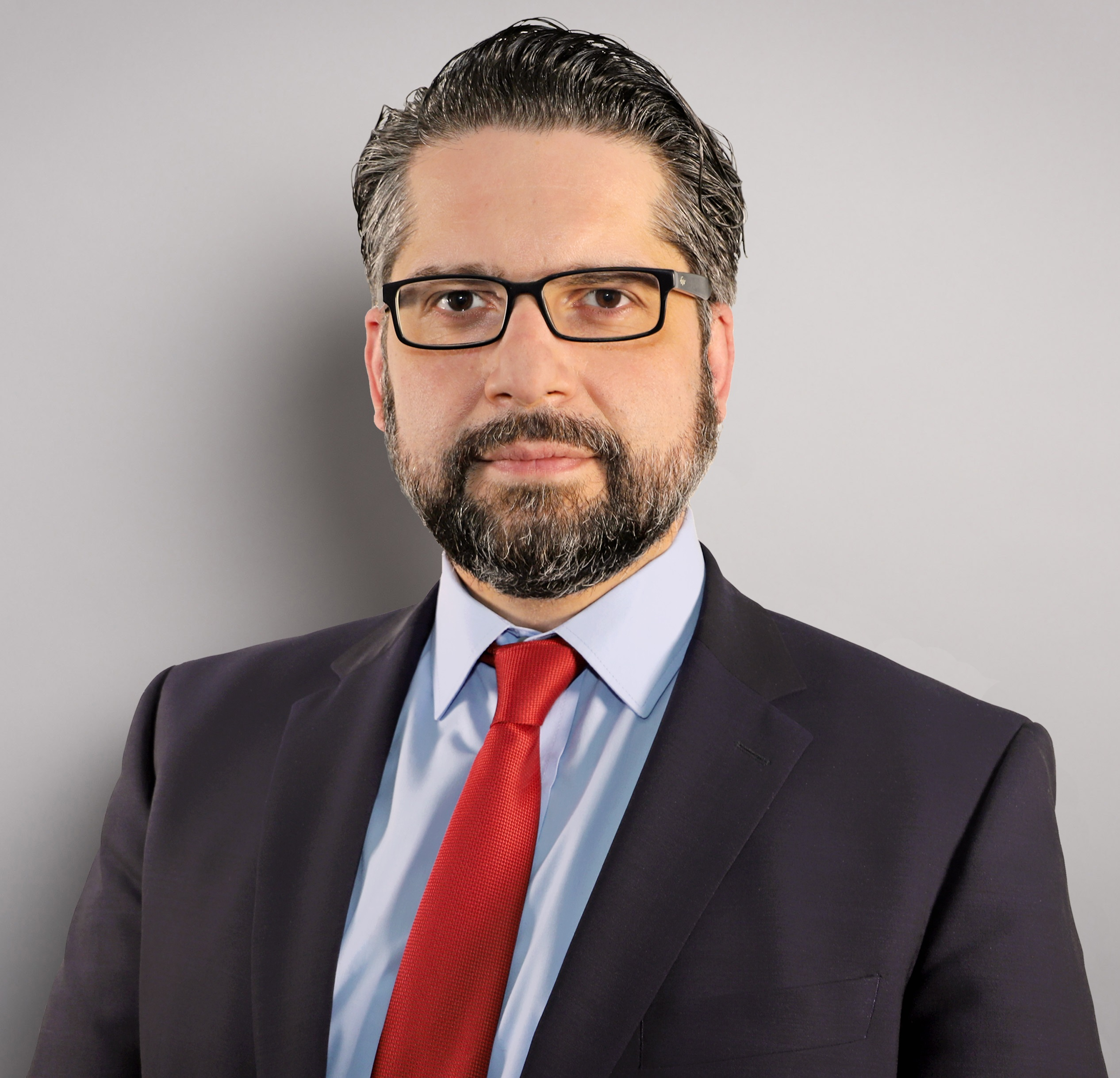
Mustafa Güngör, 2021

Mustafa Güngör (* 20. März 1978 in Bremen) ist ein deutscher selbständiger Kaufmann, Bremer Politiker (SPD), seit 2007 Abgeordneter der Bremischen Bürgerschaft und seit August 2019 SPD-Fraktionsvorsitzender in der Bremischen Bürgerschaft.

## Biografie

### Familie, Ausbildung und Beruf
Güngör besuchte das Schulzentrum Walliser Straße in Bremen-Osterholz. Er schloss sein Studium der Politikwissenschaften mit Nebenfach Wirtschaft an der Universität Bremen als Dipl.-Politologe ab.
Von 2000 bis 2001 war er Vertriebsleiter der Aivos Brief & Paket Post GmbH. Danach arbeitete er bis 2003 als Sachbearbeiter für Projekte und Postadministration bei der SPD-Landesorganisation Bremen. Seit 2001 ist er Geschäftsführer der Firma MG Media Service in Bremen.
Güngör ist verheiratet, hat zwei Kinder und wohnt in Bremen-Osterholz.

### Politik
Güngör trat 2000 in die SPD ein. Von 2003 bis 2007 war er Mitglied des Beirates im Stadtteil Bremen-Osterholz und gleichzeitig Sprecher des Ausschusses Kommunales sowie Mitglied der Deputation für Inneres. Von 2004 bis 2006 war er Mitglied im Landesvorstand der Bremer Jusos. Von 2006 bis 2008 war er Vorsitzender der Jusos im Unterbezirk Bremen-Stadt. Von 2004 bis 2019 war er zunächst stellvertretender und anschließend Vorsitzender des SPD-Ortsvereins Osterholz. Von 2010 bis 2014 war er Beisitzer im Landesvorstand der SPD Bremen.
Seit dem 8. Juni 2007 ist er Mitglied der Bremischen Bürgerschaft und war bis 2019 bildungspolitischer Sprecher der SPD-Bürgerschaftsfraktion. 
Seit August 2019 ist er Vorsitzender der SPD-Bürgerschaftsfraktion.

### Mitgliedschaften
1. Parlamentarische Kontrollkommission[1] (Vorsitzender)
2. Verfassungs- und Geschäftsordnungsausschuss[2] (Mitglied)
3. 1. nichtständiger Ausschuss nach Art. 125 der Bremischen Landesverfassung[3] (Mitglied)
4. Staatliche Deputation für Kinder und Bildung[4] (Mitglied)
5. Stiftungsrat der Bürgerstiftung Bremen (Mitglied)
6. Betriebsausschuss Immobilien Bremen[5] (Mitglied)
7. Kontrollausschuss nach dem Polizeigesetz[6] (stellv. Mitglied)
8. Controllingausschuss (Stadt)[7] (stellv. Mitglied)
9. Wahlprüfungsgericht[8] (stellv. Mitglied)
10. Betriebsausschuss KiTa Bremen[9] (stellv. Mitglied)
11. Richterwahlausschuss[10] (stellv. Mitglied)